# Hindutva
Hindutva reprezintă un tip de ideologie naționalistă hindusă. Este considerată o formă de extremism de dreapta, inspirată de fascismul european și de natură islamofobă. Este ideologia oficială a Partidului Bharatiya Janata.